# 트레버스 컴퍼니
트레버스 컴퍼니(Trabus Company)는 대한민국의 연예 기획사이다. 

## 소속 연예인
- 황인준
- 최정화